# Вдали от неё
«Вдали от неё» (англ. Away from Her) — канадский художественный фильм, драма режиссёра, сценариста и сопродюсера Сары Полли по новелле «Медведь, прошедший горы» Элис Манро. В центре сюжета испытание чувств престарелой супружеской пары Гранта и Фионы, в исполнении Джули Кристи и Гордона Пинсента.
Идея адаптации произведения Элис Манро пришла к Саре Полли на съемках своих первых короткометражных фильмов. Наладив контакты с продюсерами и пригласив актеров она начала съемки фильма в начале 2005 года. 
Премьера ленты состоялась в рамках 31-го Международного кинофестиваля в Торонто, где она получила волну аплодисментов и одобрительную реакцию критиков. 
По выходе в американский прокат «Вдали от неё» неоднократно назывался лучшим фильмом уходящего года. Джули Кристи за своё перевоплощение выиграла «Золотой глобус» и премию Гильдии киноактёров США, а также являлась одной из наиболее вероятных претенденток на премию «Оскар» 2008 года в номинации «Лучшая женская роль», но в итоге уступила победу Марион Котийяр .

## В ролях
| Актёр           | Роль           |
| --------------- | -------------- |
| Джули Кристи    | Фиона Андерсон |
| Гордон Пинсент  | Грант Андерсон |
| Майкл Мерфи     | Обри           |
| Нина Добрев     | Моника         |
| Олимпия Дукакис | Мэри           |
| Кристен Томсон  | Кристи         |
| Венди Крюсон    | Маделейн       |